# Gnoma luzonicum
Gnoma luzonicum är en skalbaggsart som beskrevs av Wilhelm Ferdinand Erichson 1834. Gnoma luzonicum ingår i släktet Gnoma och familjen långhorningar.
Artens utbredningsområde är Filippinerna. Inga underarter finns listade i Catalogue of Life.